# Acton (Texas)
Acton é uma pequena comunidade não incorporada localizada no condado de Hood, no estado norte-americano do Texas. Em 1990, a população era de aproximadamente 450 pessoas.